# Смеречник гімалайський
Смеречник гімалайський (Carpodacus subhimachalus) — вид горобцеподібних птахів родини в'юркових (Fringillidae). Мешкає в Гімалаях і горах Китаю. Раніше цей вид відносили до монотипового роду Гімалайський смеречник (Propyrhula), однак за результатами молекулярно-генетичного дослідження його було переведено до роду Чечевиця (Pyrrhospiza).

## Опис
Довжина птаха 20 см, вага 42-51 г. Довжина крила у самців становить 196-120 мм, у самиць 105-117 мм, довжина хвоста у самців становить 72-85 мм, у самиць 70-82 мм, Виду притаманний статевий диморфізм.
Самці мають переважно коричневе забарвлення, за винятком яскраво-червоних лоба, обличчя, горла, верхньої частини грудей і надхвістя. Через очі ідуть коричневі смуги, скроні коричневі. На животі і гузці темно-коричневі смуги. Покривні пера крил коричневі зі світлими краями, махові пера коричневі з вузькими охристими краями. Хвіст темно-коричневий, пера на ньому мають світлі края. Очі червонувато-карі, дзьоб тонкий, гострий, чорнувато-коричневий, лапи чорнуваті.
У самиць верхня частина тіла темно-сіро-коричнева, поцяткована темними смугами, надхвістя і верхні покривні пера хвоста дещо світліші. Пера на лобі мають охристі кінчики, обличчя охристо-коричневе, поцятковане темними смужками. Підборіддя, горло і верхня частина грудей блідо-охристі, нижня частина грудей і живіт темно-коричневі з сірим відтінком. Забарвлення молодих птахів є подібним до забарвлення самиць, однак сірий відтінок в їх оперенні відсутній.

## Поширення і екологія
Гімалайські смеречники мешкають в Непалі, Сіккімі, Бутані, Аруначал-Прадеші, південно-східному Тибеті, південному Сичуані і північному Юньнані. Вони живуть у високогірних ялівцевих і рододендронових заростях, на висоті від 3500 до 4200 м над рівнем моря. Взимку вони мігрують в долини, на висоту від 1975 до 3050 м над рівнем моря, трапляються в М'янмі. Зустрічаються парами або невеликими зграйками. Живляться переважно насінням трав, а також пагонами, ягодами і плодами. Сезон розмноження триває з травня по серпень.